# Franciszek Podhorski
Franciszek Podhorski (ur. 4 października 1890 w Samhorodku, zm. 5 września 1920 pod Knihyniczami) – żołnierz armii rosyjskiej, porucznik kawalerii Wojska Polskiego II RP, uczestnik I wojny światowej i wojny polsko-bolszewickiej, kawaler Orderu Virtuti Militari.

## Życiorys
Urodził się w rodzinie ziemiańskiej Leona i Marii z d. Chojecka. Absolwent gimnazjum w Kijowie i student Uniwersytetu Lipskiego. Od 1914 do 1917 w szeregach armii rosyjskiej podczas I wojny światowej. W 1914 został mianowany chorążym.
Od lutego 1917 do stycznia 1919 prowadził rodzinne gospodarstwo w Samhorodku.
Od stycznia 1919 w szeregach odrodzonego Wojska Polskiego, został przydzielony do 5 pułku ułanów, w którym objął dowództwo 1. szwadronu. Brał udział w walkach pod Lwowem i podczas wojny polsko-bolszewickiej. 3 sierpnia 1920 wyróżnił się w walce pod Klekotowem, w trakcie której razem z kapralem Hornem uratował karabiny maszynowe, wynosząc je przez bagna pod ogniem nieprzyjacielskim. W odwrocie za Bug dowodzony przez niego szwadron „szarżami spędzał rozzuchwalonych Kozaków”.
„5 września rozpoczął się trzydniowy bój. Wysłany naprzód 1-y szwadron zabiegł sowieckiej dywizji drogę pod Knihyniczami. Nieprzyjaciel, któremu udało się już opanować most we wsi Wasiuczyn, nadaremnie usiłował posunąć się naprzód. Przeciwnatarcie szwadronu, prowadzone z rozmachem przez porucznika Franciszka Podhorskiego, osadziło go na miejscu. Kozacy jednak podciągnęli spiesznie posiłki i w pewnej chwili zagrozili szwadronowi zupełnym odcięciem. Widząc to porucznik Podhorski z rewolwerem w ręku poderwał swój szwadron i uderzył na wroga. Na nieszczęcie kula przecięła życie dzielnego oficera”.
Pochowany na Cmentarzu Obrońców Lwowa. Był kawalerem. 28 lutego 1921 został zatwierdzony z dniem 1 kwietnia 1920 w stopniu porucznika, w kawalerii, w grupie oficerów byłych Korpusów Wschodnich i byłej armii rosyjskiej.

## Ordery i odznaczenia
- Krzyż Srebrny Orderu Wojskowego Virtuti Militari nr 3372 – pośmiertnie 30 czerwca 1921[6][2][7]
- Odznaka pamiątkowa „Orlęta”[2]